# 周妃 (孫登)
周妃（しゅうひ、生没年不詳）は、三国時代の呉の女性。周瑜の娘で、孫登の正妻。兄弟に周循・周胤がいる。

## 略歴
建安15年（210年）に父が亡くなった後、呉郡に住んだ。黄武4年（225年）、孫権の意向により、孫登の妻に選ばれ、王太子妃になった。孫登の婚礼のときに程秉は太常となって周妃を出迎える役をし、武昌に着いて孫登に夫婦の道を教訓した。孫権は自ら船に乗って礼遇した。なお、長兄の周循も夫の姉妹魯班を妻に迎えている。
「潘濬伝」注引『呉書』によると、孫権が孫登の妃に相応しい女性として芮玄の娘を選んだという記述がある。このため、最初の妃である周妃は早くに死去したと思われる。
一説に、彼女の姓名を周徹（しゅう てつ）とする。ただし他の家系図において、「周徹」は周瑜の男児の名だとするものもある。また、周魴の家系と混同されることがある。
小説『三国志演義』（嘉靖本）も正史の記述を踏襲する。